# Канбера
Канбера (на английски: Canberra) е столицата на Австралийския съюз. Разположена е в северната част на Австралийската столична територия. Географски координати: 35°18′ ю. ш., 149°08′ и. д. По население 339 900 (към 4 декември 2007 г.) градът заема 8 място в страната, като отстъпва на столиците на всички щати (освен на Хобарт, столица на Тасмания). За столица на Австралия са се състезавали два града – Мелбърн и Сидни и за да се сложи край на този спор през 1927 г. е избрана Канбера. В Канбера се намират и Парламентът на Австралия, Националната галерия на Австралия и Националният музей. За разлика от други градове като Сидни градът няма излаз на океан.Канбера е планиран град, чието строителство започва през 1913 г. и за разлика от Сидни и Мелбърн не е на брега на океана. На 9 май 1927 г. федералното правителство се мести от временно изпълняващия функцията на столица Мелбърн в новата столица Канбера. Истинският разцвет на града настъпва след Втората световна война, когато населението започва да се увеличава и правителството инвестира в по-мащабни жилищни комплекси. Днес Канбера заема площ от ок. 800 кв.км. Населението ѝ е сравнително младо – средната възраст е 35 години, и е с най-високо средно ниво на доходност за цялата страна.